# Tênis nos Jogos Olímpicos de Verão da Juventude de 2010
As competições de tênis nos Jogos Olímpicos de Verão da Juventude de 2010 foram disputadas entre 15 e 21 de agosto no Centro de Tênis de Kallang, em Singapura.
Foram realizados os torneios de simples e duplas masculinas e femininas, totalizando quatro eventos, sendo 32 tenistas em simples e 16 pares nas provas de duplas.

## Eventos
| - Simples masculino - Duplas masculinas | - Simples feminino - Duplas femininas |

## Calendário
| Agosto | 14 | 15 | 16 | 17 | 18 | 19 | 20 | 21 | 22 | 23 | 24 | 25 | 26 |
| ------ | -- | -- | -- | -- | -- | -- | -- | -- | -- | -- | -- | -- | -- |
| Tênis  |    |    |    |    |    |    | 2  | 2  |    |    |    |    |    |

|  | Dia de competição |  | Dia de final |

## Medalhistas
Feminino
| Evento           | Ouro                                | Prata                                         | Bronze                                                               |
| ---------------- | ----------------------------------- | --------------------------------------------- | -------------------------------------------------------------------- |
| Simples detalhes | Daria Gavrilova RUS Rússia          | Zheng Saisai CHN China                        | Jana Čepelová SVK Eslováquia                                         |
| Duplas detalhes  | Tang Haochen Zheng Saisai CHN China | Jana Čepelová Chantal Škamlová SVK Eslováquia | Tímea Babos (HUN) An-Sophie Mestach (BEL) IOC Equipes internacionais |

Masculino
| Evento           | Ouro                                                              | Prata                                     | Bronze                                      |
| ---------------- | ----------------------------------------------------------------- | ----------------------------------------- | ------------------------------------------- |
| Simples detalhes | Juan Sebastián Gómez COL Colômbia                                 | Yuki Bhambri IND Índia                    | Damir Džumhur BIH Bósnia e Herzegovina      |
| Duplas detalhes  | Oliver Golding (GBR) Jiří Veselý (CZE) IOC Equipes internacionais | Victor Baluda Mikhail Biryukov RUS Rússia | Filip Horanský Jozef Kovalík SVK Eslováquia |

## Quadro de medalhas
| Ordem | País                       | Medalha de ouro | Medalha de prata | Medalha de bronze |    |
| ----- | -------------------------- | --------------- | ---------------- | ----------------- | -- |
| 1     | CHN China                  | 1               | 1                |                   | 2  |
|       | RUS Rússia                 | 1               | 1                |                   | 2  |
| –     | IOC Equipes internacionais | 1               |                  | 1                 | 2  |
| 3     | COL Colômbia               | 1               |                  |                   | 1  |
| 4     | SVK Eslováquia             |                 | 1                | 2                 | 3  |
| 5     | IND Índia                  |                 | 1                |                   | 1  |
| 6     | BIH Bósnia e Herzegovina   |                 |                  | 1                 | 1  |
| TOTAL | TOTAL                      | 4               | 4                | 4                 | 12 |